# 長野県道416号替佐停車場線
長野県道416号替佐停車場線（ながのけんどう416ごう かえさていしゃじょうせん）は、長野県中野市を走る一般県道。
かつては南永江替佐停車場線（みなみながえかえさていしゃじょうせん）であったが、2023年（令和5年）に改称・区間短縮された（後述）。

## 概要
国道117号とJR飯山線の替佐駅とを結ぶ、延長300 mほどの路線である。
かつては、唱歌「故郷」などを作詞した高野辰之の故郷である永江地区（旧永田村役場前＝長野県道362号牟礼永江線旧道上）から、斑尾川沿いに下って国道117号・替佐駅までを結ぶ約4kmの路線でおり、南永江替佐停車場線という名称であった。2016年（平成28年）には本路線に並行して国道117号替佐〜静間バイパスが開通。その後、2023年（令和5年）に本路線は現存区間まで短縮のうえ、現路線名に改称された。

### 路線データ
- 整理番号：416[1]
- 路線名：替佐停車場線[1]
- 起点：中野市大字豊津替佐[1]（国道117号交点）
- 終点：替佐停車場[1]
- 重要な経過地：なし[1]
- 延長：302.2 m[2]
- 幅員：5.0 - 6.4 m[2]（歩道なし）

## 沿革
- 2023年（令和5年）
  - 3月30日 - 路線の変更。起点を中野市大字永江（長野県道362号牟礼永江線現道上）から同市大字豊津（国道117号交点）に、路線名を南永江替佐停車場線から替佐停車場線に変更[1]。
  - 4月1日 - 区域の変更。起点の変更により、延長が4,060.9 mから302.2 mに変更[2]。

## 交差・接続する道路
- 替佐交差点（中野市豊津＝起点）
  - 国道117号

### 旧区間

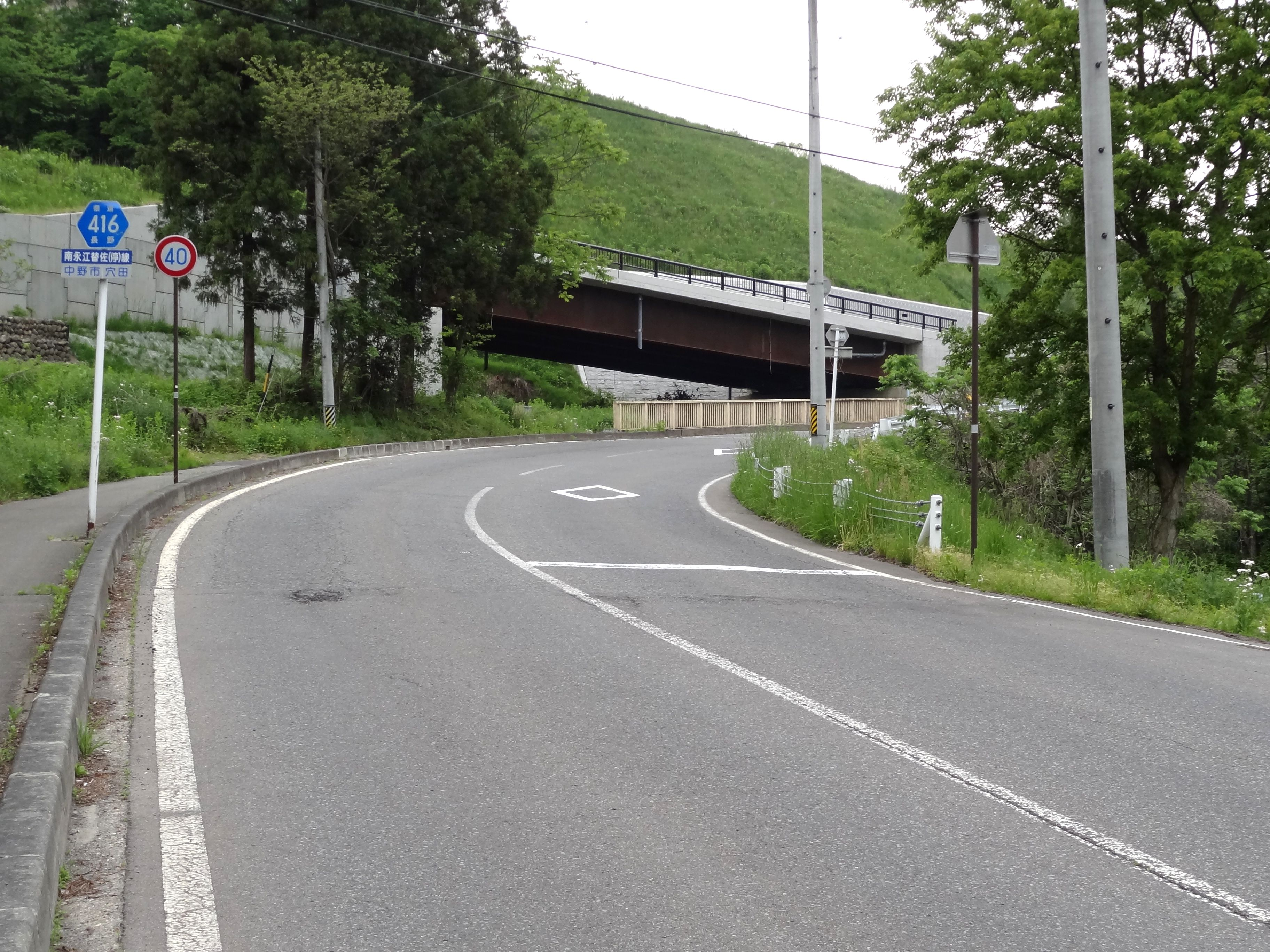
中野市大字穴田付近（2023年に県道から外れた区間）。写真奥の橋梁は国道117号替佐〜静間バイパスの紅葉橋

↑ 長野県道362号牟礼永江線（現道） - ※重複区間ここから
- 旧永田村役場付近（中野市永江＝旧起点）
- 南沖団地バス停付近（中野市永江）
  - 長野県道362号牟礼永江線（現道） - ※重複区間ここまで
  - 長野県道362号牟礼永江線（新道）
- 中野市立豊田小・中学校付近（中野市穴田）
  - 国道117号（替佐〜静間バイパス） - ※重複区間ここから
- 豊田支所交差点（中野市豊津）
  - 長野県道500号豊田中野線
- 替佐交差点（中野市豊津＝現起点）
  - 国道117号 - ※重複区間ここまで

↓ 現存区間

## 沿道
替佐駅の駅前通りであり、住宅が立ち並ぶ中に、数軒の商店のほか農協、公民館がある。
- JAながの 豊田支所
- 替佐駅